# Drosophila ochracea
Drosophila ochracea är en tvåvingeart som beskrevs av Grimshaw 1901. Drosophila ochracea ingår i släktet Drosophila och familjen daggflugor.
Artens utbredningsområde är Hawaii.